# Domanda di brevetto europeo
Una domanda per un brevetto europeo deve sia essere focalizzata sulla protezione che si richiede, sia non limitare
indebitamente la possibile protezione disponibile.

## Considerazioni preliminari
Uno dei principi più importanti da notare è che il termine "invenzione" non è definito in nessuna parte nella Convenzione, né si richiede che la domanda di brevetto definisca ciò che è considerato essere l'invenzione/i contenuta nella materia espressa.
Come regola generale, un brevetto dovrebbe esprimere la materia trattata nella forma di uno o più esempi che includono un'invenzione indefinita, descrivono vantaggi di certi elementi delle inclusioni e, nella rivendicazione/i più ampie, specificano la materia trattata per la quale è desiderato un monopolio.

## Il brevetto fino alla descrizione specifica (l'arte nota)
La formulazione della parte introduttiva del brevetto è particolarmente importante nella legge europea sui brevetti. Si usa di solito determinare se 
- la materia rivendicata offre un vantaggio sull'arte nota considerata più rilevante dell'esaminatore;
- la materia trattata della rivendicazione/i principale soddisfa obiettivi precisati;
- la rivendicazione/i principale include tutte le caratteristiche descritte come essenziali.

### Il titolo
Non è più necessario includere il titolo all'inizio della descrizione. È preferibile farlo per comodità, ma verrà cancellato nella fase di concessione.
Si richiede solo che il titolo determini in modo chiaro e conciso la designazione tecnica dell'invenzione. Il titolo non dovrebbe definire ciò che si suppone essere l'invenzione perché 
- non è richiesto
- ciò potrebbe limitare il campo delle rivendicazioni solo a questa supposta invenzione o forzare una modifica alle rivendicazione se queste non sono così limitate.

Il titolo dovrebbe preferibilmente includere solo la prima clausola della rivendicazione/i principale, ad esempio "sensore di tensione" o "metodo per avvertire una tensione" o simili.

### Campo dell'invenzione
Si richiede che la descrizione cominci con lo specificare il campo tecnico cui si riferisce l'invenzione (non specificata).
Si suggerisce che questa asserzione sia formulata in modo simile al seguente: "La presente invenzione si riferisce a [seguito dalla prima clausola della rivendicazione/i principale".

### Descrizione dell'arte nota
La formulazione usata per descrivere l'arte nota dovrebbe riflettere ciò che è effettivamente espresso nell'arte presa in considerazione e non dovrebbe arbitrariamente ricavare quegli elementi che si possono trovare solo nella domanda di brevetto presentata, poiché ciò potrebbe spingere l'esaminatore a sollevare un'obiezione di ovvietà.
In ogni caso, non si richiede:
- che la descrizione dell'arte nota sia modificata in modo che rifletta arte nota giunta all'attenzione del richiedente del brevetto dopo la presentazione della domanda;
- che il documento considerato dell'EPO il più "vicino" alla materia rivendicata sia ricordato nella descrizione
- né che si debba citare un qualche documento specifico, dato che ciò è solo una preferenza.

### Identificazione di problemi con l'arte nota
È comune indicare dopo la descrizione dell'arte nota i problemi o i difetti di quest'arte. Spesso questi problemi sono formulati in modo da focalizzare su un miglioramento offerto dalla supposta invenzione.
Tuttavia, l'affermazione di un "problema" che punta verso caratteristiche della supposta invenzione possono implicare una mancanza di passo inventivo.
Un'altra difficoltà può sorgere con affermazioni di "problemi" tali che la caratteristica menzionata può dover essere ritenuta essenziale all'"invenzione" della domanda di brevetto. Pertanto, se la caratteristica è stata omessa dalla rivendicazione principale, potrebbe sorgere un'obiezione di insufficienza.
Una disposizione spesso ignorata proibisce affermazioni che denigrino i prodotti o metodi di qualsiasi particolare persona (o ditta) diversi dal richiedente, o screditino i meriti o la validità di domande di brevetto o brevetti di qualsiasi persona. Tuttavia, meri paragoni con l'arte nota non sono considerati denigratori di per sé.
Se devono essere identificati uno o più problemi con l'arte nota, questo deve essere fatto in termini generali e solo quando non c'è dubbio riguardo alla natura del problema/i.
Ogni problema non dovrebbe essere collegato a vantaggi o obiettivi della materia rivendicata.
Inoltre, ogni problema identificato dovrebbe essere espresso con grande attenzione in modo da non puntare verso una qualche "soluzione" apparentemente offerta dalla materia della domanda di brevetto.

### Obiettivi
È abbastanza comune in alcuni Paesi aggiungere dopo la descrizione dell'arte nota uno o più "obiettivi dell'invenzione" o dichiarazioni di miglioramento desiderato dell'arte nota. 
Tuttavia, la Convenzione non richiede tali specificazioni. Inoltre, se l'introduzione della descrizione menziona uno o più obiettivi, la rivendicazione/i più ampia sarà esaminata per determinare se la materia trattata soddisfa l'obiettivo/i fissato; se non è così, la domanda potrebbe essere obiettata per insufficienza.
Una dichiarazione di miglioramento desiderato può implicare il fatto che esisteva un desiderio (noto) nell'arte nota di fare quel miglioramento e che quindi il miglioramento era ovvio.
Se si vuole dichiarare che la materia trattata migliora l'arte nota, questo non dovrebbe essere vincolante all'"invenzione" e dovrebbe essere espresso in termini molto generici non collegati a nessuna arte nota o problemi identificati. Ad esempio, si potrebbe scrivere: "la presente invenzione cerca di offrire un sensore di tensione e un metodo per avvertire la tensione migliorati".

### Dichiarazioni di invenzione e vantaggio (statements of invention and advantage)
Dopo la descrizione dell'arte, dovrebbe essere aggiunta una dichiarazione a supporto almeno delle rivendicazioni principale, assicurando così che esse sono sostenute dalla descrizione.
Queste affermazioni potrebbero semplicemente copiare la formulazione delle rivendicazioni principali, tuttavia nei brevetti europei si preferisce formulare queste dichiarazioni riferendosi alle rivendicazioni stesse, invece che ripeterle, ad esempio: "Secondo un aspetto della presente invenzione, è previsto un sensore di tensione come specificato nella rivendicazione 1".
Il vantaggio di questa formulazione è che normalmente non c'è bisogno di modificare le dichiarazioni di invenzione quando vengono modificate le rivendicazioni.
Dato che una rivendicazione non definisce un'invenzione, ma solo la protezione che si cerca, sarebbe scorretto e potenzialmente pericoloso scrivere, ad esempio, "l'invenzione fornisce un prodotto/metodo come specificato nella rivendicazione 1. Meglio usare una formulazione più "remota", come: "Secondo un aspetto della presente invenzione, è previsto …"
Riguardo alle dichiarazioni di vantaggio, ognuna di esse dovrebbe essere attribuita agli elementi che offrono quel vantaggio e non all'invenzione.
Se un vantaggio consegue da ciò che si suppone essere l'invenzione alla data di presentazione della domanda, esso dovrebbe essere espresso nei termini di un vantaggio che potrebbe essere ottenibile con l'invenzione. Il principio generale è quello di lasciare aperta la possibilità di attribuire qualche altro vantaggio all'invenzione nel caso che venisse trovato un documento anteriore che offre lo stesso vantaggio/i di quello della domanda presentata o nel caso questo vantaggio si dimostrasse inesistente.

## La descrizione specifica (specific description)
La descrizione specifica deve esprimere uno o più esempi dell'esecuzione della materia trattata. Non deve includere definizioni dell'invenzione o dichiarazione di problema e vantaggio con riferimento all'arte nota.

### La lista di disegni
Dove appropriato, la descrizione dovrebbe contenere una lista di figure mostrate nei disegni/o, dopo le dichiarazioni di invenzioni. Si è soliti introdurre la lista di figure con un breve paragrafo, che serve anche a segnalare la fine delle dichiarazioni di invenzione e l'inizio della descrizione specifica.
Nella lista dei disegni, ogni riferimento all'"invenzione" dovrebbe essere un riferimento alla "realizzazione dell'invenzione" (embodiment of the invention), in modo da non ridurre l'ambito delle rivendicazioni.

### La descrizione di una o più realizzazione (embodiment)
Non c'è ragione di menzionare nella descrizione specifica la parola "invenzione" connessa ad una qualche specifica caratteristica descritta, o di affermare che una caratteristica sia "essenziale" o che "debba" avere una proprietà specifica. Infatti, da una tale dichiarazione potrebbe derivare l'interpretazione letterale che tale caratteristica sia essenziale, e debba pertanto essere inclusa nella rivendicazione/i principale.
Nel caso sia necessario fare un'ammissione del genere, è importante determinare se la caratteristica o elemento è veramente essenziale e se si applica 
- alla materia trattata della rivendicazione/i principale,
- ad una preferita caratteristica o elemento,
- o alla realizzazione specifica descritta; il termine va quindi precisato di conseguenza.

Per descrivere elementi specifici senza rischiare restrizioni indesiderate delle rivendicazioni ad una fase avanzata della procedura è consigliabile introdurli in modo ampio con una definizione del tipo "mezzo per" legata allo scopo o funzione dell'elemento. Ad esempio, scrivere "mezzo di fissaggio, in questo esempio un rivetto" è meglio che scrivere "chiodo, vite, bullone o rivetto", elenco che non includerebbe, ad esempio, una saldatura: una modifica per estendere questo significato potrebbe essere obiettata per inserimento di materia trattata aggiuntiva (added subject matter).
In pratica, dovrebbe essere necessario focalizzare sono su elementi che, alla fine, potrebbero essere introdotti nelle rivendicazioni, elementi, cioè, vicini alla materia rivendicata ed alla presunta "invenzione".

### Misure e gamme dei componenti (ranges and component values)
Un brevetto europeo deve solo descrivere l'"invenzione" (ossia l'invenzione rivendicata) in modo sufficiente per far sì che un tecnico del campo medio possa metterla in pratica.
È perfettamente ragionevole omettere dettagli standard specifici, come le misure dei componenti, a meno che, ovviamente, le misure dei componenti non siano parte della materia rivendicata.
Allo stesso modo, le gamme delle misure non devono essere specificate a meno che non siano necessarie per la comprensione da parte del tecnico medio, altrimenti potrebbe essere sorgere un'obiezione di insufficienza.
Ogni dichiarazione che cerchi di estendere una gamma testata o verificata in altro modo non dovrebbe tentare, speculando, di anticipare ogni futura "invenzione", poiché questo potrebbe pregiudicare le possibilità di ottenere brevetti per successivi miglioramenti essendo, allo stesso tempo, insufficiente di per sé stesso per offrire una solida base per rivendicare un monopolio.

## Le rivendicazioni (claims)

### Termini indefiniti nelle rivendicazioni
Termini come "circa" o "approssimativamente" potrebbero essere obiettati per essere indefiniti, sebbene non siano proibiti di per sé.

### Ampliamento delle rivendicazioni
Le caratteristiche della rivendicazione/i indipendente sono considerate essenziali per l'invenzione. Pertanto, è importante assicurarsi che la rivendicazione/i indipendente includa solo quegli elementi che sono essenziali all'eseguimento della materia rivendicata e solo nella loro forma più ampia. È importante non includere caratteristiche che "si possono sempre trovare" in strumenti o metodi del tipo rivendicate ma che non fanno parte della materia rivendicata.
È possibile cancellare una caratteristica dalle rivendicazioni di cui si obietta la mancanza di chiarezza. Dopotutto, se la caratteristica non è chiara, non si può dire che essa abbia un effetto limitante sulle rivendicazioni o che definisca una significativa peculiarità tecnica.

### Pluralità di rivendicazioni indipendenti
Se una domanda di brevetto contiene rivendicazioni della stessa categoria (prodotto o metodo), con ambiti simili o, perlomeno, simili elementi essenziali, è possibile che venga sollevata un'obiezione per mancanza di chiarezza e concisione.
Tuttavia, non esiste un divieto di usare più rivendicazioni indipendente, purché ci sia una ragione giustificabile, ad esempio quando è necessario, per ragioni commerciali, proteggere sia il prodotto o processo sia la parte "inventiva" del prodotto o processo.
Tutte le rivendicazioni indipendenti devono avere una caratteristica comune nuova ed inventiva, altrimenti si può incorrere in un'obiezione per mancanza di unità di invenzione.

## Il riassunto (abstract)
Il riassunto deve contenere una concisa sintesi di ciò che è stato espresso nella descrizione, nelle rivendicazioni e nei disegni. Il riassunto non dovrebbe usare la parola "invenzione" o fare riferimento all'arte nota. 
Il riassunto deve contenere, in parentesi, i numeri di riferimento alle figure.
Il riassunto non fa parte del documento di domanda del brevetto, a meno che nella descrizione non si faccia riferimento ad esso.